# Liga Femenina de baloncesto 2024-25

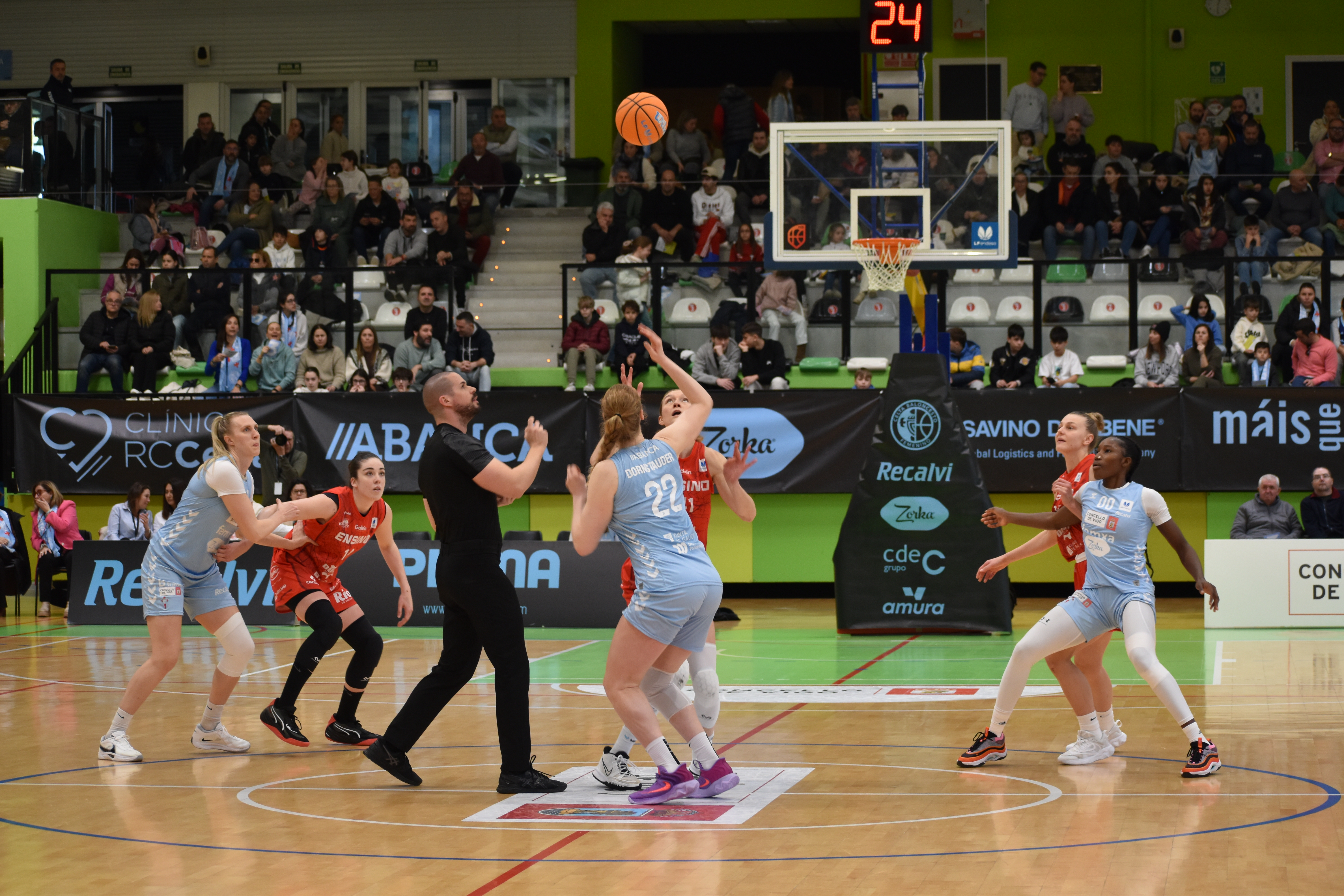
Celta Femxa Zorka - Durán Maquinaria Ensino Lugo.

La Liga Femenina de Baloncesto de España 2024-25 fue la 62.ª edición de la máxima categoría del baloncesto femenino español: la Liga Femenina de Baloncesto de España (llamada también Liga Femenina Endesa por motivos de patrocinio).
La competición dio comienzo el día 5 de octubre con el arranque de la Liga Regular y finalizó el día 11 de mayo (17 de mayo si se hubiera tenido que jugar el tercer partido de la final de los playoffs), tras la victoria en el segundo partido del Valencia Basket.

## Sistema de competición
Consta de 2 fases: la Liga Regular y los Playoffs por el título.

### Liga Regular
En la primera fase los 16 clubes que forman parte de la categoría se enfrentarán todos contra todos dos veces: una ejerciendo de local en su pabellón y otra como visitante (preferentemente cada 2 semanas se irá repitiendo la condición de local o visitante). En total se disputarán 30 jornadas.
En el momento que se disputen las primeras 15 jornadas, dando por finalizado la primera vuelta de la Liga Regular (todos los equipos se habrán enfrentado a todos una vez), los equipos que clasificaron entre las 8 primeras posiciones tendrán acceso a competir en la  Copa de la Reina  2025.
Una vez realizadas las 30 jornadas, dando así por finalizada la Liga Regular, los equipos que hayan clasificado en las 2 últimas posiciones descenderán a la Liga Femenina Challenge. En cambio, los equipos que clasifiquen en las 8 primeras posiciones pasarán a jugar la siguiente fase: los Playoffs por el título.

### Playoffs por el título
Consta de 3 rondas eliminatorias: Cuartos de final, Semifinales y la Final. Los enfrentamientos se determinarán a partir de la posición en la que los equipos acaben en la Liga Regular.
Tanto los cuartos de final como las semifinales se jugarán a eliminatorias a doble partido, donde el equipo que más puntos saque entre los dos partidos (ida y vuelta) será el que pase de ronda. El primer partido se jugará en el campo del equipo peor clasificado y el segundo en el del equipo mejor clasificado.
La Final, en cambio, se jugará al formato de "al mejor de tres" (el equipo que consiga 2 victorias se lleva la eliminatoria). El primer partido se jugará en el campo del mejor clasificado, el segundo en el del peor clasificado y, si se diera el caso en el que los dos equipos llegasen a ganar uno de los dos partidos, se jugaría el tercer partido en el campo del mejor clasificado otra vez.

## Clubes participantes
Al finalizar la temporada pasada, tanto Embutidos Pajariel Bembibre PDM como Spar Gran Canaria perdieron su plaza en la máxima categoría del baloncesto femenino español al terminar la Liga Regular en las dos últimas posiciones. No obstante, Barça CBS acabó renunciando a su plaza por lo que, mediante una permuta, Spar Gran Canaria consiguió su permanencia en la categoría un año más.
Por otra parte, ascendieron desde la Liga Femenina Challenge 2023-24 y por lo tanto ocuparán las 2 plazas liberadas: el Osés Construcción Ardoi (en condición de equipo campeón de la Liga Regular) y el Club Joventut Badalona (como campeón de los playoffs finales). A estos equipos se les suma los 14 que la temporada pasada lograron la salvación en la máxima categoría.
| Equipo                       | Ciudad                     | Pabellón                           | Capacidad |
| ---------------------------- | -------------------------- | ---------------------------------- | --------- |
| Valencia Basket              | Valencia                   | Pabellón Fuente de San Luis        | 9000      |
| Perfumerías Avenida          | Salamanca                  | Pabellón Polideportivo Würzburg    | 3000      |
| Casademont Zaragoza          | Zaragoza                   | Pabellón Príncipe Felipe           | 10 744    |
| Spar Girona                  | Gerona                     | Pabellón Municipal Gerona-Fontajau | 5500      |
| Hozono Global Jairis         | Alcantarilla               | Municipal Fausto Vicent            | 1260      |
| Movistar Estudiantes         | Madrid                     | Polideportivo Antonio Magariños    | 600       |
| IDK Euskotren                | San Sebastián              | Polideportivo José Antonio Gasca   | 2500      |
| Baxi Ferrol                  | Ferrol                     | Pavillón Municipal A Malata        | 4000      |
| Durán Maquinaria Ensino Lugo | Lugo                       | Pazo dos Deportes                  | 5310      |
| Lointek Gernika Bizkaia      | Guernica y Luno            | Maloste                            | 800       |
| Cadí La Seu                  | Seo de Urgel               | Palau Municipal d'Esports          | 800       |
| Kutxabank Araski             | Vitoria                    | Polideportivo Mendizorrotza        | 3000      |
| Celta Femxa Zorka            | Vigo                       | Pabellón de Navia                  | 1500      |
| Spar Gran Canaria            | Las Palmas de Gran Canaria | Centro Insular de Deportes         | 5200      |
| Osés Construcción Ardoi      | Zizur Mayor                | Polideportivo Arrosadia            | 1500      |
| Club Joventut Badalona       | Badalona                   | Pabellón Olímpico de Badalona      | 12 760    |

## Liga regular

### Clasificación
|                                                                     | Equipo                       | Puntos | J  | G  | P  | PF   | PC   | DP   |
| ------------------------------------------------------------------- | ---------------------------- | ------ | -- | -- | -- | ---- | ---- | ---- |
| 1                                                                   | Spar Girona                  | 56     | 30 | 26 | 4  | 2438 | 1986 | 452  |
| 2                                                                   | Valencia B.C.                | 54     | 30 | 24 | 6  | 2388 | 1907 | 481  |
| 3                                                                   | Perfumerías Avenida          | 52     | 30 | 22 | 8  | 2221 | 1965 | 256  |
| 4                                                                   | Casademont Zaragoza          | 50     | 30 | 20 | 10 | 2241 | 1971 | 270  |
| 5                                                                   | Hozono Global Jairis         | 48     | 30 | 18 | 12 | 2178 | 2013 | 165  |
| 6                                                                   | Movistar Estudiantes         | 47     | 30 | 17 | 13 | 2108 | 2103 | 5    |
| 7                                                                   | Club Joventut Badalona       | 46     | 30 | 16 | 14 | 2160 | 2172 | -12  |
| 8                                                                   | Baxi Ferrol                  | 45     | 30 | 15 | 15 | 2065 | 2120 | -55  |
| 9                                                                   | Gernika Bizkaia              | 44     | 30 | 14 | 16 | 1963 | 2042 | -79  |
| 10                                                                  | Spar Gran Canaria            | 42     | 30 | 12 | 18 | 1941 | 2099 | -158 |
| 11                                                                  | Cadí La Seu                  | 42     | 30 | 12 | 18 | 2023 | 2140 | -117 |
| 12                                                                  | Durán Maquinaria Ensino Lugo | 41     | 30 | 11 | 19 | 2072 | 2127 | -55  |
| 13                                                                  | Kutxabank Araski             | 40     | 30 | 10 | 20 | 2061 | 2216 | -155 |
| 14                                                                  | IDK Euskotren                | 40     | 30 | 10 | 20 | 1916 | 2089 | -173 |
| 15                                                                  | Celta Femxa Zorka            | 39     | 30 | 9  | 21 | 1949 | 2238 | -289 |
| 16                                                                  | Osés Construcción            | 34     | 30 | 4  | 26 | 1827 | 2363 | -536 |
| Fuente: Federación Española de Baloncesto; actualización automática |                              |        |    |    |    |      |      |      |

Liderazgo

### Evolución en la clasificación
La tabla lista la clasificación después de la conclusión de cada jornada. Para preservar la evolución cronológica de cada jornada, cualquier partido aplazado no es incluido en la jornada en qué era originalmente planificado, sino que son añadidos a la jornada siguiente inmediatamente después a la que fueron jugados.
| Equipo ╲ Jornada             | 1           | 2  | 3  | 4  | 5  | 6  | 7  | 8  | 9  | 10 | 11 | 12 | 13 | 14 | 15 | 16 | 17 | 18 | 19 | 20 | 21 | 22 | 23 | 24 | 25 | 26 | 27 | 28 | 29 | 30 |   |
| ---------------------------- | ----------- | -- | -- | -- | -- | -- | -- | -- | -- | -- | -- | -- | -- | -- | -- | -- | -- | -- | -- | -- | -- | -- | -- | -- | -- | -- | -- | -- | -- | -- | - |
| Equipo ╲ Jornada             | Baxi Ferrol | 5  | 8  | 13 | 10 | 8  | 11 | 11 | 12 | 13 | 10 | 10 | 10 | 10 | 10 | 10 | 10 | 10 | 10 | 7  | 9  | 9  | 9  | 9  | 9  | 9  | 9  | 7  | 7  | 8  | 8 |
| Cadí La Seu                  | 9           | 12 | 8  | 9  | 7  | 10 | 10 | 11 | 11 | 12 | 11 | 11 | 12 | 12 | 13 | 13 | 15 | 12 | 11 | 11 | 11 | 11 | 11 | 11 | 12 | 12 | 10 | 10 | 10 | 11 |   |
| Casademont Zaragoza          | 1           | 6  | 5  | 3  | 5  | 9  | 7  | 8  | 6  | 6  | 4  | 4  | 4  | 4  | 4  | 4  | 4  | 4  | 4  | 4  | 4  | 4  | 4  | 4  | 4  | 4  | 4  | 4  | 4  | 4  |   |
| Celta Femxa Zorka            | 15          | 16 | 15 | 15 | 15 | 16 | 16 | 14 | 15 | 15 | 14 | 15 | 15 | 15 | 15 | 14 | 16 | 13 | 12 | 12 | 13 | 15 | 15 | 15 | 15 | 15 | 15 | 15 | 13 | 15 |   |
| Club Joventut Badalona       | 13          | 7  | 6  | 6  | 10 | 8  | 4  | 7  | 7  | 5  | 5  | 6  | 7  | 7  | 9  | 8  | 9  | 7  | 6  | 6  | 6  | 6  | 6  | 6  | 6  | 7  | 6  | 6  | 7  | 7  |   |
| Durán Maquinaria Ensino Lugo | 7           | 10 | 12 | 13 | 12 | 13 | 15 | 16 | 16 | 14 | 16 | 12 | 11 | 11 | 12 | 15 | 11 | 15 | 13 | 14 | 12 | 12 | 12 | 12 | 10 | 10 | 11 | 11 | 11 | 12 |   |
| Hozono Global Jairis         | 6           | 1  | 4  | 5  | 3  | 6  | 9  | 6  | 5  | 7  | 7  | 5  | 5  | 6  | 5  | 5  | 7  | 5  | 5  | 5  | 5  | 5  | 5  | 5  | 5  | 5  | 5  | 5  | 5  | 5  |   |
| IDK Euskotren                | 11          | 13 | 9  | 12 | 13 | 14 | 12 | 10 | 10 | 11 | 12 | 13 | 13 | 13 | 14 | 12 | 13 | 11 | 14 | 15 | 15 | 14 | 14 | 13 | 14 | 13 | 13 | 13 | 15 | 14 |   |
| Kutxabank Araski             | 12          | 9  | 11 | 14 | 14 | 15 | 13 | 13 | 12 | 13 | 13 | 14 | 14 | 14 | 11 | 11 | 12 | 14 | 15 | 13 | 14 | 13 | 13 | 14 | 13 | 14 | 14 | 14 | 14 | 13 |   |
| Lointek Gernika Bizkaia      | 10          | 14 | 10 | 7  | 11 | 7  | 5  | 4  | 8  | 8  | 8  | 8  | 6  | 5  | 6  | 9  | 6  | 8  | 9  | 8  | 8  | 8  | 8  | 8  | 8  | 8  | 9  | 9  | 9  | 9  |   |
| Movistar Estudiantes         | 2           | 2  | 7  | 8  | 6  | 3  | 6  | 9  | 9  | 9  | 9  | 9  | 9  | 8  | 7  | 6  | 5  | 6  | 8  | 7  | 7  | 7  | 7  | 7  | 7  | 6  | 8  | 8  | 6  | 6  |   |
| Osés Construcción Ardoi      | 14          | 15 | 16 | 16 | 16 | 12 | 14 | 15 | 14 | 16 | 15 | 16 | 16 | 16 | 16 | 16 | 14 | 16 | 16 | 16 | 16 | 16 | 16 | 16 | 16 | 16 | 16 | 16 | 16 | 16 |   |
| Perfumerías Avenida          | 3           | 4  | 2  | 4  | 4  | 4  | 3  | 3  | 3  | 3  | 3  | 2  | 3  | 2  | 2  | 1  | 2  | 3  | 3  | 3  | 2  | 3  | 3  | 3  | 3  | 3  | 3  | 3  | 3  | 3  |   |
| Spar Girona                  | 8           | 5  | 3  | 2  | 2  | 2  | 2  | 2  | 2  | 1  | 1  | 1  | 1  | 1  | 1  | 3  | 3  | 2  | 2  | 2  | 3  | 2  | 2  | 2  | 2  | 1  | 1  | 1  | 1  | 1  |   |
| Spar Gran Canaria            | 16          | 11 | 14 | 11 | 9  | 5  | 8  | 5  | 4  | 4  | 6  | 7  | 8  | 9  | 8  | 7  | 8  | 9  | 10 | 10 | 10 | 10 | 10 | 10 | 11 | 11 | 12 | 12 | 12 | 10 |   |
| Valencia Basket              | 4           | 3  | 1  | 1  | 1  | 1  | 1  | 1  | 1  | 2  | 2  | 3  | 2  | 3  | 3  | 2  | 1  | 1  | 1  | 1  | 1  | 1  | 1  | 1  | 1  | 2  | 2  | 2  | 2  | 2  |   |

### Rachas
| Equipo ╲ Jornada             | 1           | 2 | 3 | 4 | 5 | 6 | 7 | 8 | 9 | 10 | 11 | 12 | 13 | 14 | 15 | 16 | 17 | 18 | 19 | 20 | 21 | 22 | 23 | 24 | 25 | 26 | 27 | 28 | 29 | 30 |   |
| ---------------------------- | ----------- | - | - | - | - | - | - | - | - | -- | -- | -- | -- | -- | -- | -- | -- | -- | -- | -- | -- | -- | -- | -- | -- | -- | -- | -- | -- | -- | - |
| Equipo ╲ Jornada             | Baxi Ferrol | V | D | D | V | V | D | D | D | D  | V  | V  | D  | V  | D  | V  | D  | V  | V  | V  | D  | V  | D  | D  | V  | V  | V  | D  | V  | D  | D |
| Cadí La Seu                  | D           | D | V | V | V | D | D | D | D | D  | D  | V  | D  | D  | D  | D  | D  | V  | V  | V  | D  | V  | V  | D  | D  | V  | V  | D  | V  | D  |   |
| Casademont Zaragoza          | V           | D | V | V | D | D | V | D | V | V  | V  | V  | V  | V  | V  | D  | V  | D  | D  | V  | V  | D  | V  | D  | V  | V  | D  | V  | V  | V  |   |
| Celta Femxa Zorka            | D           | D | D | V | D | D | D | V | D | D  | V  | D  | D  | V  | D  | D  | D  | V  | V  | D  | D  | D  | D  | D  | D  | V  | V  | D  | V  | D  |   |
| Club Joventut Badalona       | D           | V | V | D | D | V | V | D | V | V  | V  | D  | D  | D  | D  | V  | V  | V  | D  | V  | V  | V  | D  | V  | D  | D  | D  | V  | D  | V  |   |
| Durán Maquinaria Ensino Lugo | V           | D | D | D | D | D | D | D | D | V  | D  | V  | V  | D  | D  | D  | V  | D  | V  | D  | V  | V  | V  | D  | V  | V  | D  | D  | D  | D  |   |
| Hozono Global Jairis         | V           | V | D | D | V | D | D | V | V | D  | V  | V  | D  | D  | V  | V  | D  | V  | V  | V  | D  | V  | V  | V  | D  | V  | V  | V  | D  | D  |   |
| IDK Euskotren                | D           | D | V | D | D | D | V | V | D | D  | D  | D  | V  | D  | D  | V  | D  | V  | D  | D  | D  | V  | D  | D  | D  | D  | V  | D  | V  | V  |   |
| Kutxabank Araski             | D           | V | D | D | D | D | V | D | V | D  | D  | D  | D  | V  | V  | D  | D  | D  | D  | V  | D  | V  | D  | D  | V  | D  | V  | D  | D  | V  |   |
| Lointek Gernika Bizkaia      | D           | D | V | V | D | V | V | V | D | D  | D  | V  | V  | V  | D  | D  | V  | D  | D  | V  | V  | D  | D  | V  | V  | D  | D  | D  | D  | V  |   |
| Movistar Estudiantes         | V           | V | D | D | V | V | D | D | D | V  | D  | V  | D  | V  | V  | V  | V  | D  | D  | D  | V  | D  | D  | V  | V  | V  | V  | V  | V  | D  |   |
| Osés Construcción Ardoi      | D           | D | D | D | V | V | D | D | D | D  | V  | D  | D  | D  | D  | D  | V  | D  | D  | D  | D  | D  | D  | D  | D  | D  | D  | D  | D  | D  |   |
| Perfumerías Avenida          | V           | V | V | D | D | V | V | V | V | D  | V  | V  | V  | V  | V  | V  | D  | D  | V  | V  | V  | D  | V  | V  | V  | D  | D  | V  | V  | D  |   |
| Spar Girona                  | V           | V | V | V | V | V | V | V | V | V  | V  | D  | V  | V  | D  | V  | D  | V  | V  | V  | D  | V  | V  | V  | V  | V  | V  | V  | V  | V  |   |
| Spar Gran Canaria            | D           | V | D | V | V | V | D | V | V | V  | D  | D  | D  | D  | V  | V  | D  | D  | D  | D  | D  | D  | V  | D  | D  | D  | D  | D  | V  | V  |   |
| Valencia Basket              | V           | V | V | V | V | V | V | V | V | V  | D  | V  | V  | V  | V  | V  | V  | V  | V  | D  | V  | V  | V  | V  | D  | D  | V  | V  | D  | V  |   |

- Racha de victorias más larga: 11 (Spar Girona, J1-J11).
- Racha de derrotas más larga: 13 (Osés Construcción Ardoi, J18-J30).

### Resultados
| Local \ Visitante            | BAX   | CLS   | CAZ   | CEL    | CJB   | ENS   | JAI   | IDK   | ARA   | GER    | EST   | ARD   | AVE   | GIR   | GCA   | VAL    |
| ---------------------------- | ----- | ----- | ----- | ------ | ----- | ----- | ----- | ----- | ----- | ------ | ----- | ----- | ----- | ----- | ----- | ------ |
| Baxi Ferrol                  | —     | 67–61 | 48–79 | 72–65  | 65–76 | 61–59 | 82–72 | 62–51 | 70–59 | 80–56  | 67–54 | 71–49 | 59–83 | 72–70 | 51–65 | 54–74  |
| Cadí La Seu                  | 73–49 | —     | 60–70 | 91–79  | 78–83 | 82–72 | 79–68 | 69–65 | 66–55 | 65–62  | 72–70 | 67–51 | 63–69 | 77–80 | 76–79 | 56–81  |
| Casademont Zaragoza          | 73–72 | 81–65 | —     | 62–65  | 77–66 | 75–59 | 70–68 | 75–61 | 85–60 | 71–64  | 81–48 | 84–37 | 72–64 | 66–82 | 66–50 | 79–52  |
| Celta Femxa Zorka            | 72–69 | 65–71 | 77–78 | —      | 42–78 | 66–73 | 55–78 | 66–60 | 71–63 | 54–57  | 80–71 | 72–59 | 63–76 | 52–83 | 51–50 | 52–82  |
| Club Joventut Badalona       | 97–90 | 70–77 | 78–76 | 80–72  | —     | 72–67 | 47–58 | 65–74 | 93–84 | 69–55  | 73–76 | 79–63 | 70–62 | 63–78 | 67–58 | 65–76  |
| Durán Maquinaria Ensino Lugo | 92–86 | 64–68 | 66–75 | 57–82  | 64–66 | —     | 67–65 | 69–74 | 66–57 | 69–72  | 72–77 | 70–72 | 69–64 | 85–91 | 76–54 | 60–77  |
| Hozono Global Jairis         | 80–82 | 80–66 | 77–76 | 90–64  | 85–72 | 75–73 | —     | 73–54 | 64–57 | 59–66  | 82–60 | 79–45 | 64–67 | 71–76 | 69–66 | 73–70  |
| IDK Euskotren                | 68–84 | 77–73 | 76–72 | 65–59  | 56–66 | 46–75 | 59–67 | —     | 71–72 | 57–66  | 68–56 | 81–74 | 56–57 | 66–72 | 67–52 | 67–63  |
| Kutxabank Araski             | 71–72 | 85–68 | 83–75 | 68–78  | 73–84 | 67–66 | 52–71 | 74–50 | —     | 43–53  | 85–81 | 86–57 | 65–93 | 86–95 | 74–67 | 67–76  |
| Lointek Gernika Bizkaia      | 70–57 | 72–66 | 73–70 | 80–69  | 75–57 | 66–74 | 50–74 | 71–65 | 59–74 | —      | 62–75 | 90–61 | 77–79 | 76–85 | 53–60 | 68–75  |
| Movistar Estudiantes         | 69–68 | 75–58 | 90–72 | 83–63  | 83–74 | 73–83 | 66–57 | 76–67 | 80–56 | 74–55  | —     | 71–62 | 56–84 | 67–87 | 75–63 | 61–65  |
| Osés Construcción Ardoi      | 68–83 | 66–53 | 51–84 | 81–72  | 52–90 | 66–70 | 83–81 | 66–93 | 86–91 | 53–63  | 60–77 | —     | 64–78 | 67–91 | 56–66 | 57–79  |
| Perfumerías Avenida          | 70–79 | 61–52 | 68–78 | 78–62  | 96–69 | 67–56 | 60–64 | 83–58 | 87–75 | 76–56  | 72–55 | 91–62 | —     | 67–76 | 67–74 | 76–73  |
| Spar Girona                  | 78–68 | 82–58 | 82–69 | 108–59 | 97–47 | 83–67 | 89–70 | 81–57 | 76–61 | 73–62  | 75–62 | 86–62 | 58–71 | —     | 79–60 | 80–88  |
| Spar Gran Canaria            | 80–60 | 69–63 | 47–87 | 85–76  | 82–76 | 62–63 | 78–92 | 70–58 | 87–63 | 56–85  | 63–66 | 72–54 | 59–62 | 41–82 | —     | 69–103 |
| Valencia Basket              | 86–65 | 93–50 | 82–63 | 90–46  | 81–68 | 86–69 | 82–72 | 81–49 | 69–55 | 102–49 | 77–81 | 93–43 | 81–93 | 69–63 | 82–57 | —      |

## Galardones

### MVP de la jornada
| Jornada | Jugadora              | Equipo                  | Val  | Ref    |
| ------- | --------------------- | ----------------------- | ---- | ------ |
| 1       | Gala Mestres          | Baxi Ferrol             | 29   | [ 8 ]  |
| 2       | Kai James             | Spar Gran Canaria       | 34   | [ 9 ]  |
| 2       | Mariam Coulibaly      | Joventut Badalona       | 34   | [ 9 ]  |
| 3       | Stephanie Mavunga     | Valencia Basket         | 32   | [ 10 ] |
| 4       | Stephanie Mavunga (2) | Valencia Basket         | 38   | [ 11 ] |
| 5       | Imani Tate            | Osés Construcción Ardoi | 41   | [ 12 ] |
| 5       | Stephanie Mavunga     | Valencia Basket         | 41   | [ 12 ] |
| 6       | Marta Hermida         | Kutxabank Araski        | 33   | [ 13 ] |
| 7       | Nadia Fingall         | Valencia Basket         | 28   | [ 14 ] |
| 7       | Leticia Romero        | Valencia Basket         | 28   | [ 14 ] |
| 7       | Mariella Fasoula      | Perfumerías Avenida     | 28   | [ 14 ] |
| 8       | Bella Murekatete      | Cadí La Seu             | 32   | [ 15 ] |
| 9       | Mariam Coulibaly (2)  | Joventut Badalona       | 32   | [ 16 ] |
| 10      | Mariam Coulibaly (3)  | Joventut Badalona       | 37   | [ 17 ] |
| 11      | Mariam Coulibaly (4)  | Joventut Badalona       | 35   | [ 18 ] |
| 12      | Claudia Soriano       | Durán Maquinaria Ensino | 43   | [ 19 ] |
| 13      | Mariam Coulibaly (5)  | Joventut Badalona       | 34   | [ 20 ] |
| 14      | Mariam Coulibaly (6)  | Joventut Badalona       | 32   | [ 21 ] |
| 14      | Chloe Bibby           | Spar Girona             | 32   | [ 21 ] |
| 15      | Maimouna Haidara      | Celta Femxa Zorka       | 34   | [ 22 ] |
| 16      | Mariam Coulibaly (7)  | Joventut Badalona       | 43   | [ 23 ] |
| 17      | Mariam Coulibaly (8)  | Joventut Badalona       | 47   | [ 24 ] |
| 18      | Mariam Coulibaly (9)  | Joventut Badalona       | 35   | [ 25 ] |
| 19      | Nerea Hermosa         | Casademont Zaragoza     | 34   | [ 26 ] |
| 20      | Mariam Coulibaly (10) | Joventut Badalona       | 27   | [ 27 ] |
| 21      | Mariam Coulibaly (11) | Joventut Badalona       | 35   | [ 28 ] |
| 22      | Maxuella Lisowa-Mbaka | Kutxabank Araski        | 29   | [ 29 ] |
| 23      | Nneka Ezeigbo         | Spar Gran Canaria       | 43   | [ 30 ] |
| 24      | Bethy Mununga         | Kutxabank Araski        | 36   | [ 31 ] |
| 25      | Laura Westerik        | Lointek Gernika Bizkaia | 29   | [ 32 ] |
| 26      | Blanca Millán         | Baxi Ferrol             | 31   | [ 33 ] |
| 27      | Mariam Coulibaly (12) | Joventut Badalona       | 32   | [ 34 ] |
| 28      | Chloe Bibby (2)       | Spar Girona             | 32   | [ 35 ] |
| 29      | Sika Koné             | Perfumerías Avenida     | 40   | [ 36 ] |
| 30      | Marta Hermida (2)     | Kutxabank Araski        | 35   | [ 37 ] |
| PO C-I  | Aina Ayuso            | Hozono Global Jairis    | 32   | [ 38 ] |
| PO C-V  | Alba Torrens          | Valencia Basket         | 28   | [ 39 ] |
| PO S-I  | Raquel Carrera        | Valencia Basket         | 47   | [ 40 ] |
| PO S-V  | Mariona Ortiz         | Casademont Zaragoza     | 31   | [ 41 ] |
| FINAL   | Kayla Alexander       | Valencia Basket         | 19,5 | [ 42 ] |

### Quinteto de la jornada
Se indica entre paréntesis la valoración obtenida en dicha jornada. Destacado el MVP de la jornada.
| Jornada  | Base                   | Escolta                | Alero                        | Ala-Pívot                 | Pívot                     | Ref    |
| -------- | ---------------------- | ---------------------- | ---------------------------- | ------------------------- | ------------------------- | ------ |
| 1        | Ángela Mataix (25)     | Gala Mestres (29)      | Chloe Bibby (25)             | Awa Fam (24)              | Mariam Coulibaly (28)     | [ 8 ]  |
| 2        | María Asurmendi (25)   | Queralt Casas (23)     | Chloe Bibby (29)             | Kai James (34)            | Mariam Coulibaly (34)     | [ 9 ]  |
| 3        | Ainhoa Gervasini (25)  | Rachel Howard (24)     | Chloe Bibby (24)             | Sika Koné (25)            | Stephanie Mavunga (32)    | [ 10 ] |
| 4        | Klara Lundquist (38)   | Imani Tate (22)        | Irati Etxarri (22)           | Stephanie Mavunga (38)    | Mariam Coulibaly (34)     | [ 11 ] |
| 5        | Karla Erjavec (21)     | Imani Tate (41)        | Júlia Soler (25)             | Ceci Muhate (20)          | Stephanie Mavunga (41)    | [ 12 ] |
| 6        | Marta Hermida (33)     | Ángela Salvadores (30) | Rachel Howard (30)           | Nneka Ezeigbo (26)        | Stephanie Mavunga (25)    | [ 13 ] |
| 7        | Leticia Romero (28)    | Tanaya Atkinson (22)   | Maxuella Lisowa-Mbaka (27)   | Nadia Fingall (28)        | Mariella Fasoula (28)     | [ 14 ] |
| 8        | Sandra Ygueravide (28) | Laura Westerik (27)    | Rachel Howard (26)           | Claire Melia (29)         | Bella Murekatete (32)     | [ 15 ] |
| 9        | Aina Ayuso (24)        | Klara Lundquist (25)   | Maxuella Lisowa-Mbaka (24)   | Mariam Coulibaly (32)     | Kai James (20)            | [ 16 ] |
| 10       | Aina Ayuso (29)        | Alina Iagupova (30)    | Arica Carter (28)            | Chloe Bibby (35)          | Mariam Coulibaly (37)     | [ 17 ] |
| 11       | Sandra Ygueravide (21) | Sami Hill (22)         | Clémentine Samson (25)       | Stephanie Mawuli (26)     | Mariam Coulibaly (35)     | [ 18 ] |
| 12       | Claudia Soriano (43)   | Ángela Salvadores (28) | Arica Carter (23)            | Chloe Bibby (23)          | Awa Fam (30)              | [ 19 ] |
| 13       | Klara Lundquist (29)   | Claudia Soriano (25)   | Queralt Casas (20)           | Bethy Mununga (20)        | Mariam Coulibaly (34)     | [ 20 ] |
| 14       | Klara Lundquist (28)   | Ángela Salvadores (31) | Gracia Alonso de Armiño (21) | Chloe Bibby (32)          | Mariam Coulibaly (32)     | [ 21 ] |
| 15       | Melisa Gretter (23)    | Elena Buenavida (22)   | Maimouna Haidara (34)        | Bethy Mununga (22)        | Mariam Coulibaly (31)     | [ 22 ] |
| 16       | Laia Raventós (21)     | Arica Carter (29)      | Tanaya Atkinson (27)         | Sika Koné (29)            | Mariam Coulibaly (43)     | [ 23 ] |
| 17       | Aina Ayuso (23)        | Laura Westerik (32)    | Mamignan Touré (25)          | Claire Melia (35)         | Mariam Coulibaly (47)     | [ 24 ] |
| 18       | Claudia Soriano (23)   | Ángela Mataix (21)     | Clémentine Samson (29)       | Chloe Bibby (34)          | Mariam Coulibaly (35)     | [ 25 ] |
| 19       | Aina Ayuso (31)        | Ángela Salvadores (30) | Maya Caldwell (26)           | Sika Koné (32)            | Nerea Hermosa (34)        | [ 26 ] |
| 20       | Klara Lundquist (23)   | Frida Eldebrink (19)   | Maimouna Haidara (18)        | Stephanie Mawuli (22)     | Mariam Coulibaly (27)     | [ 27 ] |
| 21       | Mariona Ortiz (20)     | Blanca Millán (23)     | Kristina Topuzović (22)      | Nneka Ezeigbo (31)        | Mariam Coulibaly (35)     | [ 28 ] |
| 22       | Klara Lundquist (21)   | Juana Camilión (20)    | Maxuella Lisowa-Mbaka (29)   | Bethy Mununga (24)        | Vionise Pierre-Louis (21) | [ 29 ] |
| 23       | Iyana Martín (25)      | Regina Aguilar (28)    | Clémentine Samson (24)       | Nneka Ezeigbo (43)        | Chloe Bibby (25)          | [ 30 ] |
| 24       | Yvonne Turner (30)     | Elena Buenavida (26)   | Sika Koné (32)               | Alima Dembelé (32)        | Bethy Mununga (36)        | [ 31 ] |
| 25       | Leticia Romero (20)    | Laura Westerik (29)    | Becky Massey (27)            | Frieda Bühner (27)        | Kayla Alexander (26)      | [ 32 ] |
| 26       | Laura Westerik (30)    | Blanca Millán (31)     | Tanaya Atkinson (28)         | Morgan Bertsch (29)       | Reshanda Gray (26)        | [ 33 ] |
| 27       | Klara Lundquist (22)   | Alba Prieto (24)       | Lou Lopez Sénéchal (26)      | Adut Bulgak (27)          | Mariam Coulibaly (32)     | [ 34 ] |
| 28       | Claudia Contell (25)   | Klara Lundquist (21)   | Maxuella Lisowa-Mbaka (29)   | Chloe Bibby (32)          | Mariam Coulibaly (28)     | [ 35 ] |
| 29       | Regina Aguilar (22)    | Arica Carter (25)      | Marena Whittle (28)          | Sika Koné (40)            | Mariam Coulibaly (39)     | [ 36 ] |
| 30       | Marta Hermida (35)     | Frida Eldebrink (28)   | Bethy Mununga (25)           | Nneka Ezeigbo (27)        | Mariam Coulibaly (30)     | [ 37 ] |
| PO C-I   | Aina Ayuso (32)        | Blanca Millán (21)     | Leonie Fiebich (26)          | Alima Dembélé (20)        | Sika Koné (30)            | [ 38 ] |
| PO C-V   | Mariona Ortiz (20)     | Helena Pueyo (19)      | Alba Torrens (28)            | Brianna Fraser (21)       | Mariam Coulibaly (23)     | [ 39 ] |
| PO S-I   | Iyana Martín (22)      | Helena Pueyo (22)      | Arica Carter (20)            | Stephanie Mawuli (26)     | Raquel Carrera (47)       | [ 40 ] |
| PO S-V   | Mariona Ortiz (31)     | Yvonne Turner (19)     | Marta Canella (21)           | Vionise Pierre-Louis (20) | Kayla Alexander (25)      | [ 41 ] |
| PO F-J.1 | Mariona Ortiz (16)     | Alina Iagupova (13)    | Leonie Fiebich (13)          | Nadia Fingall (15)        | Kayla Alexander (25)      | [ 43 ] |
| PO F-J.2 |                        |                        |                              |                           |                           |        |

### Premios Finales
| Categoría           | Jugadora         | Equipo               | Ref.   |
| ------------------- | ---------------- | -------------------- | ------ |
| MVP                 | Chloe Bibby      | Spar Girona          | [ 44 ] |
| MVP Nacional        | Aina Ayuso       | Hozono Global Jairis | [ 45 ] |
| Mejor Entrenador    | Bernat Canut     | Hozono Global Jairis | [ 46 ] |
| Jugadora Revelación | Iyana Martín     | Perfumerías Avenida  | [ 47 ] |
| Quinteto Ideal      | Klara Lundquist  | Spar Girona          | [ 48 ] |
| Quinteto Ideal      | Leticia Romero   | Valencia Basket      | [ 48 ] |
| Quinteto Ideal      | Aina Ayuso       | Hozono Global Jairis | [ 48 ] |
| Quinteto Ideal      | Chloe Bibby      | Spar Girona          | [ 49 ] |
| Quinteto Ideal      | Mariam Coulibaly | Joventut Badalona    | [ 49 ] |

## Playoffs por el título
|  | Cuartos de final                       | Cuartos de final                       | Cuartos de final                       | Cuartos de final                       |    |                 | Semifinal                          | Semifinal                          | Semifinal                          | Semifinal                          |  |                     | Final                                   | Final                                   | Final                                   | Final                                   | Final                                   |  |
|  | 24 de abril (ida) 27 de abril (vuelta) | 24 de abril (ida) 27 de abril (vuelta) | 24 de abril (ida) 27 de abril (vuelta) | 24 de abril (ida) 27 de abril (vuelta) |    |                 | 2 de mayo (ida) 4 de mayo (vuelta) | 2 de mayo (ida) 4 de mayo (vuelta) | 2 de mayo (ida) 4 de mayo (vuelta) | 2 de mayo (ida) 4 de mayo (vuelta) |  |                     | 8 y 11 de mayo 17 de mayo (3er partido) | 8 y 11 de mayo 17 de mayo (3er partido) | 8 y 11 de mayo 17 de mayo (3er partido) | 8 y 11 de mayo 17 de mayo (3er partido) | 8 y 11 de mayo 17 de mayo (3er partido) |  |
|  |                                        |                                        |                                        |                                        |    |                 |                                    |                                    |                                    |                                    |  |                     |                                         |                                         |                                         |                                         |                                         |  |
|  |                                        |                                        |                                        |                                        |    |                 |                                    |                                    |                                    |                                    |  |                     |                                         |                                         |                                         |                                         |                                         |  |
|  | 1                                      | Spar Girona                            | 71                                     | 72                                     |    |                 |                                    |                                    |                                    |                                    |  |                     |                                         |                                         |                                         |                                         |                                         |  |
|  | 1                                      | Spar Girona                            | 71                                     | 72                                     |    |                 |                                    |                                    |                                    |                                    |  |                     |                                         |                                         |                                         |                                         |                                         |  |
|  | 8                                      | Baxi Ferrol                            | 60                                     | 62                                     |    |                 |                                    |                                    |                                    |                                    |  |                     |                                         |                                         |                                         |                                         |                                         |  |
|  | 8                                      | Baxi Ferrol                            | 60                                     | 62                                     |    | Spar Girona     | Spar Girona                        | 50                                 | 88                                 |                                    |  |                     |                                         |                                         |                                         |                                         |                                         |  |
|  |                                        |                                        |                                        |                                        |    | Spar Girona     | Spar Girona                        | 50                                 | 88                                 |                                    |  |                     |                                         |                                         |                                         |                                         |                                         |  |
|  |                                        |                                        | Casademont Zaragoza                    | Casademont Zaragoza                    | 69 | 75              |                                    |                                    |                                    |                                    |  |                     |                                         |                                         |                                         |                                         |                                         |  |
|  | 4                                      | Casademont Zaragoza                    | Casademont Zaragoza                    | Casademont Zaragoza                    | 69 | 75              | 68                                 | 78                                 |                                    |                                    |  |                     |                                         |                                         |                                         |                                         |                                         |  |
|  | 4                                      | Casademont Zaragoza                    |                                        |                                        |    |                 |                                    |                                    |                                    |                                    |  |                     |                                         |                                         |                                         |                                         |                                         |  |
|  | 5                                      | Hozono Global Jairis                   | 70                                     | 66                                     |    |                 |                                    |                                    |                                    |                                    |  |                     |                                         |                                         |                                         |                                         |                                         |  |
|  | 5                                      | Hozono Global Jairis                   | 70                                     | 66                                     |    |                 |                                    |                                    |                                    |                                    |  | Casademont Zaragoza | Casademont Zaragoza                     | 65                                      | 63                                      |                                         |                                         |  |
|  |                                        |                                        |                                        |                                        |    |                 |                                    |                                    |                                    |                                    |  | Casademont Zaragoza | Casademont Zaragoza                     | 65                                      | 63                                      |                                         |                                         |  |
|  |                                        |                                        | Valencia Basket                        | Valencia Basket                        | 75 | 71              |                                    |                                    |                                    |                                    |  |                     |                                         |                                         |                                         |                                         |                                         |  |
|  | 2                                      | Valencia Basket                        | Valencia Basket                        | Valencia Basket                        | 75 | 71              | 64                                 | 88                                 |                                    |                                    |  |                     |                                         |                                         |                                         |                                         |                                         |  |
|  | 2                                      | Valencia Basket                        |                                        |                                        |    |                 |                                    |                                    |                                    |                                    |  |                     |                                         |                                         |                                         |                                         |                                         |  |
|  | 7                                      | Joventut Badalona                      | 60                                     | 81                                     |    |                 |                                    |                                    |                                    |                                    |  |                     |                                         |                                         |                                         |                                         |                                         |  |
|  | 7                                      | Joventut Badalona                      | 60                                     | 81                                     |    | Valencia Basket | Valencia Basket                    | 76                                 | 75                                 |                                    |  |                     |                                         |                                         |                                         |                                         |                                         |  |
|  |                                        |                                        |                                        |                                        |    | Valencia Basket | Valencia Basket                    | 76                                 | 75                                 |                                    |  |                     |                                         |                                         |                                         |                                         |                                         |  |
|  |                                        |                                        | Perfumerías Avenida                    | Perfumerías Avenida                    | 76 | 62              |                                    |                                    |                                    |                                    |  |                     |                                         |                                         |                                         |                                         |                                         |  |
|  | 3                                      | Perfumerías Avenida                    | Perfumerías Avenida                    | Perfumerías Avenida                    | 76 | 62              | 65                                 | 61                                 |                                    |                                    |  |                     |                                         |                                         |                                         |                                         |                                         |  |
|  | 3                                      | Perfumerías Avenida                    |                                        |                                        |    |                 |                                    |                                    |                                    |                                    |  |                     |                                         |                                         |                                         |                                         |                                         |  |
|  | 6                                      | Movistar Estudiantes                   | 60                                     | 54                                     |    |                 |                                    |                                    |                                    |                                    |  |                     |                                         |                                         |                                         |                                         |                                         |  |
|  | 6                                      | Movistar Estudiantes                   | 60                                     | 54                                     |    |                 |                                    |                                    |                                    |                                    |  |                     |                                         |                                         |                                         |                                         |                                         |  |
|  |                                        |                                        |                                        |                                        |    |                 |                                    |                                    |                                    |                                    |  |                     |                                         |                                         |                                         |                                         |                                         |  |

### Cuartos de final
| Equipo 1                | Agr.    | Equipo 2                 | Ida   | Vuelta |
| ----------------------- | ------- | ------------------------ | ----- | ------ |
| (1) Spar Girona         | 143–122 | Baxi Ferrol (8)          | 71–60 | 72–62  |
| (2) Valencia Basket     | 152–141 | Joventut Badalona (7)    | 64–60 | 88–81  |
| (3) Perfumerías Avenida | 126–114 | Movistar Estudiantes (6) | 65–60 | 61–54  |
| (4) Casademont Zaragoza | 146–136 | Hozono Global Jairis (5) | 68–70 | 78–66  |

#### Partidos
Ida
| 24 de abril de 2024 | Baxi Ferrol                                                         | 60–71                                 | Spar Girona                                                         | Ferrol |  |
| 20:15               | Parciales: 10–25, 23–22, 12–10, 15–14                               | Parciales: 10–25, 23–22, 12–10, 15–14 | Parciales: 10–25, 23–22, 12–10, 15–14                               | |  |
|                     | Estadísticas Millán 16 Pospíšilová 7 Pospíšilová, Melia 3 Millán 21 | Reporte Pts Reb Asts Val              | Estadísticas 14 tres jugadoras 7 Canella 6 Ygueravide 14 Ygueravide | Pabellón: Polideportivo A Malata Asistencia: 2325 espectadores Árbitros: Enrique Miguel López Herrada]] Jorge Baena Criado Pablo Rodríguez Fernández Televisión: |  |

| 24 de abril de 2024 | Joventut Badalona                                         | 60–64                               | Valencia Basket                                         | Badalona |  |
| 20:30               | Parciales: 8–9, 17–20, 14–22, 21–13                       | Parciales: 8–9, 17–20, 14–22, 21–13 | Parciales: 8–9, 17–20, 14–22, 21–13                     | |  |
|                     | Estadísticas Dembélé 18 Coulibaly 13 Ramette 5 Dembélé 20 | Reporte Pts Reb Asts Val            | Estadísticas 23 Fiebich 9 Alexander 9 Turner 26 Fiebich | Pabellón: Olímpic de Badalona Asistencia: 1505 espectadores Árbitros: Paula Lema Parga Fernando Ibáñez García Cristina Adán Rodríguez Televisión: |  |

| 24 de abril de 2024 | Movistar Estudiantes                                              | 60–65                               | Perfumerías Avenida                        | Madrid |  |
| 20:00               | Parciales: 19–24, 8–9, 16–10, 17–22                               | Parciales: 19–24, 8–9, 16–10, 17–22 | Parciales: 19–24, 8–9, 16–10, 17–22        | |  |
|                     | Estadísticas Whittle 17 Banaszak 7 cuatro jugadoras 3 Camilión 19 | Reporte Pts Reb Asts Val            | Estadísticas 21 Koné 15 Koné 5 Gil 30 Koné | Pabellón: Movistar Academy Magariños Asistencia: 811 espectadores Árbitros: Daniel Checa Nebot Juan Morales García-Alcaide Miquel Remisa Tramuns Televisión: |  |

| 24 de abril de 2024 | Hozono Global Jairis                           | 70–68                                | Casademont Zaragoza                             | Alcantarilla |  |
| 21:00               | Parciales: 18–25, 8–11, 15–14, 29–18           | Parciales: 18–25, 8–11, 15–14, 29–18 | Parciales: 18–25, 8–11, 15–14, 29–18            | |  |
|                     | Estadísticas Ayuso 17 Ayuso 8 Ayuso 7 Ayuso 32 | Reporte Pts Reb Asts Val             | Estadísticas 18 Hempe 6 Mawuli 4 Ortiz 18 Hempe | Pabellón: Pabellón Fausto Vicent Asistencia: 1132 espectadores Árbitros: Javier Ávila Zurita Juan Ramón Hurtado Almansa Eva Areste Giralt Televisión: |  |

Vuelta
| 27 de abril de 2024 | Spar Girona                                                             | 72–62                                 | Baxi Ferrol                                                                         | Gerona |  |
| 18:10               | Parciales: 19–19, 11–14, 20–11, 22–18                                   | Parciales: 19–19, 11–14, 20–11, 22–18 | Parciales: 19–19, 11–14, 20–11, 22–18                                               | |  |
|                     | Estadísticas Pierre-Louis 16 Pierre-Louis 7 Lundquist 4 Pierre-Louis 20 | Reporte Pts Reb Asts Val              | Estadísticas 11 Sánchez-Ramos, Mataix 6 Pospíšilová 3 tres jugadoras 14 Pospíšilová | Pabellón: Pabellón Fontajau Asistencia: 1527 espectadores Árbitros: Antonio Manuel Zamora Rodríguez Pol Franquesa Vázquez José María Arresa Quintero Televisión: |  |

| 27 de abril de 2024 | Valencia Basket                                        | 88–81                                 | Joventut Badalona                                                   | Valencia |  |
| 19:00               | Parciales: 17–19, 24–20, 21–20, 26–22                  | Parciales: 17–19, 24–20, 21–20, 26–22 | Parciales: 17–19, 24–20, 21–20, 26–22                               | |  |
|                     | Estadísticas Torrens 24 Fingall 9 Fiebich 5 Torrens 28 | Reporte Pts Reb Asts Val              | Estadísticas Coulibaly 27 Cruz 7 Ramette, Santibáñez 6 Coulibaly 23 | Pabellón: Pabellón Fuente de San Luis Asistencia: 2503 espectadores Árbitros: Víctor Mas Cagide Jesús Marcos Martínez Prada José Carlos Sierra Carrillo Televisión: |  |

| 27 de abril de 2024 | Perfumerías Avenida                                  | 61–54                                | Movistar Estudiantes                                        | Salamanca |  |
| 12:00               | Parciales: 13–14, 16–20, 17–6, 15–14                 | Parciales: 13–14, 16–20, 17–6, 15–14 | Parciales: 13–14, 16–20, 17–6, 15–14                        | |  |
|                     | Estadísticas Martín, Carter 11 Koné 13 Gil 6 Koné 17 | Reporte Pts Reb Asts Val             | Estadísticas 12 Whittle 7 Banaszak 4 Salvadores 11 Camilión | Pabellón: Pabellón Polideportivo Würzburg Asistencia: 3000 espectadores Árbitros: Rodrigo Palanca Page Jorge Muñoz García Juan Gabriel Carpallo Miguélez Televisión: |  |

| 27 de abril de 2024 | Casademont Zaragoza                              | 78–66                                 | Hozono Global Jairis                                                 | Zaragoza |  |
| 18:15               | Parciales: 18–10, 28–24, 18–16, 14–16            | Parciales: 18–10, 28–24, 18–16, 14–16 | Parciales: 18–10, 28–24, 18–16, 14–16                                | |  |
|                     | Estadísticas Fraser 22 Ortiz 7 Ortiz 9 Fraser 21 | Reporte Pts Reb Asts Val              | Estadísticas 16 Eldebrink 8 Ayuso, Gray 4 Ayuso, Holešínská 17 Ayuso | Pabellón: Pabellón Príncipe Felipe Asistencia: 5057 espectadores Árbitros: Ariadna Chueca Moreno Sandra Sánchez González Jordi Domingo Villalta Televisión: |  |

### Semifinales
| Equipo 1            | Agr.    | Equipo 2                | Ida   | Vuelta     |
| ------------------- | ------- | ----------------------- | ----- | ---------- |
| (1) Spar Girona     | 138–144 | Casademont Zaragoza (4) | 50–69 | 88-75 (OT) |
| (2) Valencia Basket | 151-138 | Perfumerías Avenida (3) | 76–76 | 75-62      |

Ida
| 1 de mayo de 2024 | Casademont Zaragoza                                     | 69–50                                | Spar Girona                                                      | Zaragoza |  |
| 18:15             | Parciales: 18–15, 19–9, 17–11, 15–15                    | Parciales: 18–15, 19–9, 17–11, 15–15 | Parciales: 18–15, 19–9, 17–11, 15–15                             | |  |
|                   | Estadísticas Pueyo, Mawuli 14 Pueyo 9 Ortiz 6 Mawuli 26 | Reporte Pts Reb Asts Val             | Estadísticas 15 Hristova 8 Canella 2 cuatro jugadoras 18 Canella | Pabellón: Pabellón Príncipe Felipe Asistencia: 6793 espectadores Árbitros: Germán Morales Ruiz Josep María Olivares Bernabeu Sergio Acevedo Perera Televisión: |  |

| 1 de mayo de 2024 | Perfumerías Avenida                              | 76–76                                 | Valencia Basket                                         | Salamanca |  |
| 18:00             | Parciales: 20–18, 21–25, 23–12, 12–21            | Parciales: 20–18, 21–25, 23–12, 12–21 | Parciales: 20–18, 21–25, 23–12, 12–21                   | |  |
|                   | Estadísticas Carter 18 Koné 7 Martín 5 Martín 22 | Reporte Pts Reb Asts Val              | Estadísticas 29 Carrera 7 Carrera 7 Iagupova 47 Carrera | Pabellón: Pabellón Polideportivo Würzburg Asistencia: 3000 espectadores Árbitros: Asier Quintas Álvarez Francisco González Cuervo Alejandro Benavente Parra Televisión: |  |

Vuelta
| 4 de mayo de 2024 | Spar Girona                                                         | OT 88–75                                           | Casademont Zaragoza                                | Gerona |  |
| 18:00             | Parciales: 22–9, 19–16, 21–19, 15–14 (T.E.: 11–17)                  | Parciales: 22–9, 19–16, 21–19, 15–14 (T.E.: 11–17) | Parciales: 22–9, 19–16, 21–19, 15–14 (T.E.: 11–17) | |  |
|                   | Estadísticas Pierre-Louis, López 14 Canella 10 Canella 4 Canella 21 | Reporte Pts Reb Asts Val                           | Estadísticas 24 Ortiz 8 Ortiz 5 Ortiz 31 Ortiz     | Pabellón: Pabellón Fontajau Asistencia: 3528 espectadores Árbitros: Ángel de Lucas de Lucas Héctor Báez Batista Jorge Caamaño Muñoz Televisión: |  |

| 4 de mayo de 2024 | Valencia Basket                                                | 75–62                                 | Perfumerías Avenida                                | Valencia |  |
| 19:00             | Parciales: 18–16, 22–23, 20–13, 15–10                          | Parciales: 18–16, 22–23, 20–13, 15–10 | Parciales: 18–16, 22–23, 20–13, 15–10              | |  |
|                   | Estadísticas Alexander 16 Alexander 12 Iagupova 6 Alexander 25 | Reporte Pts Reb Asts Val              | Estadísticas 17 Carter 14 Koné 5 Domínguez 19 Koné | Pabellón: Pabellón Fuente de San Luis Asistencia: 5400 espectadores Árbitros: Carlos Javier García León Jaime Gómez Luque Héctor Sanhermelando García Televisión: |  |

### Final
| Equipo 1            | Series | Equipo 2                | 1.er partido | 2.º partido | 3.er partido |
| ------------------- | ------ | ----------------------- | ------------ | ----------- | ------------ |
| (2) Valencia Basket | 2–0    | Casademont Zaragoza (4) | 75–65        | 63–71       | —            |

Partido 1
| 8 de mayo de 2024 | Valencia Basket                                                               | 75–65                                 | Casademont Zaragoza                            | Valencia |  |
| 20:45             | Parciales: 21–12, 16–12, 17–21, 21–20                                         | Parciales: 21–12, 16–12, 17–21, 21–20 | Parciales: 21–12, 16–12, 17–21, 21–20          | |  |
|                   | Estadísticas Alexander 18 Fiebich, Iagupova 7 Romero, Iagupova 4 Alexander 25 | Reporte Pts Reb Asts Val              | Estadísticas 14 Mawuli 8 Oma 5 Flores 16 Ortiz | Pabellón: Pabellón Fuente de San Luis Asistencia: 4000 espectadores Árbitros: Francisco José Zafra Guerra Daniel Checa Nebot Fernando Ibáñez García Televisión: |  |

Partido 2
| 11 de mayo de 2024 | Casademont Zaragoza                                                | 63–71                                 | Valencia Basket                                            | Zaragoza |  |
| 21:00              | Parciales: 16–13, 19–25, 17–23, 11–10                              | Parciales: 16–13, 19–25, 17–23, 11–10 | Parciales: 16–13, 19–25, 17–23, 11–10                      | |  |
|                    | Estadísticas Atkinson 14 tres jugadoras 4 Hempe, Oma 2 Atkinson 22 | Reporte Pts Reb Asts Val              | Estadísticas 15 Alexander 8 Alexander 2 Fingall 16 Carrera | Pabellón: Pabellón Príncipe Felipe Asistencia: 10 857 espectadores Árbitros: Leandro Nicolás Lezcano Rodrigo Palanca Page Cristina Adán Rodríguez Televisión: |  |

| Ganadoras de la Liga Femenina Endesa 2024–25 |
| -------------------------------------------- |
| Valencia Basket 3.er título                  |

## Postemporada
- Campeonas de la Liga Femenina Endesa 2024-25: Valencia Basket (3er título).
- Campeonas de la Copa de la Reina 2025: Hozono Global Jairis (1er título).
- Campeonas de la Supercopa 2024: Valencia Basket (3er título).
- Clasificadas para Euroliga 2025-26: Spar Girona, Valencia Basket y Casademont Zaragoza (a la fase previa).
- Clasificadas para Eurocup 2025-26: TBD.
- Descendidas a Liga Femenina Challenge 2025-26:  Osés Construcción Ardoi y Celta Femxa Zorka.
- Ascendidas de Liga Femenina Challenge 2024-25:  Innova-TSN Leganés y CAB Estepona Jardín de la Costa del Sol.

## Equipos en competiciones europeas
| Equipo               | Competición | Progreso            |
| -------------------- | ----------- | ------------------- |
| Valencia Basket      | Euroliga    | 4º puesto           |
| Casademont Zaragoza  | Euroliga    | Play-In             |
| Perfumerías Avenida  | Euroliga    | Segunda Ronda       |
| Baxi Ferrol          | Eurocup     | Subcampeonas        |
| Spar Girona          | Eurocup     | Cuartos de final    |
| Movistar Estudiantes | Eurocup     | Octavos de final    |
| IDK Euskotren        | Eurocup     | Octavos de final    |
| Hozono Global Jairis | Eurocup     | Ronda 1 de Play-off |